# أ. إل. ماكراي
أ. إل. ماكراي (بالإنجليزية: A. L. McRae)‏ هو مدير فني أمريكي، ولد في 25 أكتوبر 1861 في ماكراي في الولايات المتحدة، وتوفي في 18 مارس 1922 في رولا في الولايات المتحدة.